# NGC 1400
NGC 1400 ist eine Elliptische Galaxie mit ausgedehnten Sternentstehungsgebieten vom Hubble-Typ E/S0 im Sternbild Eridanus am Südsternhimmel. Sie ist schätzungsweise 21 Millionen Lichtjahre von der Milchstraße entfernt und hat einen Durchmesser von etwa 15.000 Lichtjahren. Die Entfernungsmessungen basierend auf den Radialgeschwindigkeiten stimmen nicht mit den rotverschiebungsunabhängigen Entfernungsschätzungen von 84 ± 37 Millionen Lichtjahren überein.
NGC 1400 ist Mitglied des Eridanus-Galaxienhaufens.

Im selben Himmelsareal befinden sich u. a. die Galaxien NGC 1393, NGC 1402, NGC 1407, IC 343.
Das Objekt wurde am 20. September 1786 vom deutsch-britischen Astronomen William Herschel mithilfe eines 18,7-Zoll-Teleskops entdeckt.